# Dendropaemon renatii
Dendropaemon renatii là một loài bọ cánh cứng trong họ Bọ hung (Scarabaeidae).